# Encamp
Encamp est une paroisse d'Andorre, au centre du pays. Les habitants sont les Encampadans.
Fête patronale le 10 décembre, festa major le 15 août.

## Géographie

### Localisation
| Ordino     | Canillo            |                            |
| La Massana | Encamp             | Porta (France)             |
|            | Escaldes-Engordany | Lles de Cerdanya (Espagne) |

### Villages ou agglomérations
- Encamp
- El Tremat
- La Mosquera
- Cortals
- Les Bons
- Vila
- Le Pas de la Case
- Grau Roig (hameau non habité en permanence, appartenant au domaine skiable de Grandvalira)

## Administration

### Liste des consuls majeurs
| Période                                  | Période  | Identité              | Étiquette        | Qualité |
| ---------------------------------------- | -------- | --------------------- | ---------------- | ------- |
| 1995                                     | 1999     | Jordi Mas Torres      | AND (ca)         |         |
| 1999                                     | 2003     | Jordi Mas Torres      | Liste du Progrès |         |
| 2003                                     | 2007     | Miquel Alis Font      | PS               |         |
| 2007                                     | 2011     | Miquel Alis Font      | PS               |         |
| 2011                                     | 2015     | Jordi Torres i Arauz  | UP-DA            |         |
| 2015                                     | 2019     | Jordi Torres i Arauz  | UP-DA            |         |
| 2019                                     | En cours | Laura Mas Barrionuevo | DA               |         |
| Les données manquantes sont à compléter. |          |                       |                  |         |

### Conseil municipal
|                          |                                                           |       |       |       |        |               |  |  |  |
| Liste                    | Liste                                                     | Voix  | %     | +/-   | Sièges | +/-           |  |  |  |
|                          | Unis pour le progrès + Démocrates + Indépendants          | 1 403 | 68,24 | 26,97 | 10     | 1             |  |  |  |
|                          | Allons de l'avant (Parti social-démocrate + Indépendants) | 653   | 31,76 | 3,37  | 2      | en stagnation |  |  |  |
|                          |                                                           |       |       |       |        |               |  |  |  |
| Votes valides            | Votes valides                                             | 2 056 | 88,16 |       |        |               |  |  |  |
| Votes blancs             | Votes blancs                                              | 202   | 8,66  |       |        |               |  |  |  |
| Votes nuls               | Votes nuls                                                | 74    | 3,17  |       |        |               |  |  |  |
| Total                    | Total                                                     | 2 332 | 100   | –     | 12     | en stagnation |  |  |  |
| Abstentions              | Abstentions                                               | 2 108 | 47,48 |       |        |               |  |  |  |
| Inscrits / participation | Inscrits / participation                                  | 4 440 | 52,52 |       |        |               |  |  |  |

## Transports en commun
La paroisse est desservie par les lignes 2, 3 et 4, la troisième étant la seule desservant le Pas de la Case, du réseau de transport en commun national.

## Culture locale et patrimoine
- Musée national de l'automobile d'Andorre
- Musées de Santa Eulàlia
- Hôtel Rosaleda
- Casa Cristo (maison traditionnelle andorrane)
- Église Sant Miquel de la Mosquera
- Église Santa Eulàlia
- Église Sant Marc i Santa Maria
- Église romane Sant Romà et ensemble médiéval des Bons
- Secteurs Grau Roig et Pas de la Casa de la station de ski alpin Grandvalira
- Lacs d'Engolasters, d'Illa et Montmalús.
- La portella Blanca d'Andorra (2517 m) est un col pédestre, en limite Est de la paroisse, sur un tripoint réunissant les trois frontières de l'Andorre, de l'Espagne et de la France. Le GR7 et le GR107 y passent.

De cette ville part le Funicamp, un téléphérique Funitel de 6 200 mètres de longueur construit en 1999 ; un des plus longs d'Europe. Il permet d'accéder à un des secteurs de la station de ski alpin Grandvalira.

## Sports
Encamp est un passage prévu lors de la 15e étape du Tour de France 2021 (Céret-Andorre-la-Vieille) à 167,4 km après le départ de Céret.